# 青山五郎
青山 五郎（あおやま ごろう、1930年3月4日- 2008年1月15日）は、日本の実業家。『洋服の青山』の名称で知られる紳士服チェーン大手、青山商事の創業者。広島県府中市出身。日本でいち早く郊外型店舗を導入したとされる。讀賣テレビ放送社長を務めた青山行雄、第3代府中市長を務めた青山春雄は実兄。青山商事社長の青山理は長男。

## 略歴
- 広島県立府中中学校（現・広島県立府中高等学校）卒業。
- 日本専売公社に就職。
- 1964年5月、広島県府中市で青山商事を設立。
- 1967年10月、紳士服販売の営業に特化する。
- 1974年4月、初の郊外型店舗西条店を開店。
- 1977年8月、本社を府中市府中町から府中市鵜飼町に移転。
- 1987年4月、店舗数が100店舗を超える。
- 1987年11月、大阪証券取引所第二部、広島証券取引所に株式上場。
- 1990年8月、本社を府中市鵜飼町から広島県福山市王子町に移転。
- 1990年11月、東京証券取引所市場第二部に株式上場。
- 1997年6月、代表取締役会長に就任[2]。
- 2008年1月15日、肺炎のため死去[5][6][2]。77歳没。福山市名誉市民[7]。

## 書籍

### 著書
- 非常識の発想 (講談社ビジネス)（1993年9月21日、 講談社） ISBN 978-4061972919

### 関連書籍
- 大野誠治著 『洋服の青山』急成長の秘密―青山五郎社長の経営イズム（1993年4月1日、国際商業出版）ISBN 978-4875422143

## 親族
- 青山理（長男、青山商事社長）
- 青山行雄（実兄（三男）讀賣テレビ放送社長）
- 青山春雄（実兄（四男）、第3代広島県府中市長）

## 備考
- 100円ショップ大手の大創産業との合弁で「ダイソー&アオヤマ 100YEN PLAZA」を展開する「株式会社青五（せいご）」の社名は青山五郎に由来している。青山五郎は同社の会長も務めていた。